# Vendresse-Beaulne
Vendresse-Beaulne is een gemeente in het Franse departement Aisne in de regio Hauts-de-France en telt 117 inwoners (2009). De plaats maakt deel uit van het arrondissement Laon.

## Geschiedenis
Na de Franse Revolutie werden Beaulne en Chivy samengevoegd tot de gemeente Beaulne-et-Chivy. In 1809 werden Troyon en Vendresse samengevoegd tot de gemeente Vendresse-et-Troyon. Deze twee gemeenten fuseerden op 9 september 1923 tot de huidige gemeente Vendresse-Beaulne.

## Geografie
De oppervlakte van Vendresse-Beaulne bedraagt 8,3 km², de bevolkingsdichtheid is dus 14,1 inwoners per km².
De onderstaande kaart toont de ligging van Vendresse-Beaulne met de belangrijkste infrastructuur en aangrenzende gemeenten.

## Demografie
Onderstaande figuur toont het verloop van het inwonertal (bron: INSEE-tellingen).
Vanwege een beveiligingsprobleem met de MediaWiki Graph-software is het momenteel niet mogelijk deze grafiek weer te geven. Zodra de software is bijgewerkt zal de grafiek vanzelf weer zichtbaar worden.